# Sheridan Morais
Sheridan Morais (Johannesburgo, Sudáfrica, 11 de marzo de 1985) es un piloto de motociclismo sudafricano que participa en el Campeonato Mundial de Supersport con el equipo Kallio Racing.

## Resultados

### Campeonato Mundial de Motociclismo de Resistencia

#### Por temporada
| Año   | Moto   | Equipo                        | Carreras | Victorias | Podios | Poles | V.Rap. | Pts. | Pos. |
| ----- | ------ | ----------------------------- | -------- | --------- | ------ | ----- | ------ | ---- | ---- |
| 2013  | Yamaha | YART Yamaha Official EWC Team | 1        | 0         | 1      | 0     | 0      | ?    | ?º   |
| 2014  | Yamaha | YART Yamaha Official EWC Team | 2        | 0         | 1      | 0     | 0      | 59   | 21.º |
| 2015  | Yamaha | YART Yamaha Official EWC Team | 4        | 0         | 1      | 1     | 1      | 41   | 28.º |
| 2016  | Yamaha | YART Yamaha Official EWC Team | 1        | 0         | 0      | 1     | 1      | 0    | NC   |
| Total |        |                               | 8        | 0         | 3      | 2     | 2      | 100  |      |

#### Carreras Por Año
(Carreras en negrita indica pole position, carreras en cursiva indica vuelta rápida)
| Año  | Moto   | 1                    | 2                    | 3                | 4                    | Pos. | Pts. |
| ---- | ------ | -------------------- | -------------------- | ---------------- | -------------------- | ---- | ---- |
| 2013 | Yamaha | LMS                  | SUZ                  | OSC              | BDO Gral:2 Cls:2     | ?º   | ?    |
| 2014 | Yamaha | BDO                  | SUZ                  | OSC Gral:6 Cls:6 | LMS Gral:3 Cls:3     | 21.º | 59   |
| 2015 | Yamaha | LMS Gral:Ret Cls:Ret | SUZ Gral:Ret Cls:Ret | OSC Gral:3 Cls:3 | BDO Gral:Ret Cls:Ret | 28.º | 41   |
| 2016 | Yamaha | LMS                  | POR                  | SUZ              | OSC Gral:Ret Cls:Ret | NC   | 0    |

### Campeonato Mundial de Supersport

#### Carreras por Año
(Carreras en negrita indica pole position, carreras en cursiva indica vuelta rápida)
| Año  | Moto     | 1      | 2       | 3       | 4       | 5     | 6     | 7      | 8     | 9      | 10     | 11      | 12    | 13     | 14  | Pos. | Pts. |
| ---- | -------- | ------ | ------- | ------- | ------- | ----- | ----- | ------ | ----- | ------ | ------ | ------- | ----- | ------ | --- | ---- | ---- |
| 2009 | Yamaha   | AUS    | QAT     | SPA     | NED     | ITA   | RSA   | USA    | SMR   | GBR    | CZE 6  | GER     | ITA   | FRA    | POR | 21.º | 10   |
| 2012 | Kawasaki | AUS 6  | ITA 10  | NED 15  | ITA Ret | EUR 6 | SMR 6 | SPA 3  | CZE 7 | GBR 7  | RUS 4  | GER Ret | POR 6 | FRA 14 |     | 6.º  | 96   |
| 2013 | Honda    | AUS 24 | SPA Ret | NED DNS | ITA 6   | GBR 7 | POR 5 | ITA 10 | RUS   | GBR 19 |        |         |       |        |     | 12.º | 55   |
| 2013 | Kawasaki |        |         |         |         |       |       |        |       |        | GER 18 | TUR Ret | FRA 5 | SPA 8  |     | 12.º | 55   |
| 2017 | Yamaha   | AUS 11 | THA 7   | SPA 2   | NED 5   | ITA 4 | GBR 6 | ITA 8  | GER 1 | POR    | FRA    | SPA     | QAT   |        |     | 3.º* | 101* |

 * Temporada en curso.

### Campeonato Mundial de Superbikes

#### Carreras por Año
(Carreras en negrita indica pole position, carreras en cursiva indica vuelta rápida)
| Año  | Moto     | 1      | 1      | 2      | 2       | 3       | 3       | 4      | 4       | 5      | 5      | 6       | 6       | 7       | 7       | 8       | 8      | 9      | 9      | 10     | 10     | 11     | 11      | 12      | 12      | 13      | 13     | 14  | 14  | Pos. | Pts. |
| Año  | Moto     | R1     | R2     | R1     | R2      | R1      | R2      | R1     | R2      | R1     | R2     | R1      | R2      | R1      | R2      | R1      | R2     | R1     | R2     | R1     | R2     | R1     | R2      | R1      | R2      | R1      | R2     | R1  | R2  | Pos. | Pts. |
| ---- | -------- | ------ | ------ | ------ | ------- | ------- | ------- | ------ | ------- | ------ | ------ | ------- | ------- | ------- | ------- | ------- | ------ | ------ | ------ | ------ | ------ | ------ | ------- | ------- | ------- | ------- | ------ | --- | --- | ---- | ---- |
| 2009 | Kawasaki | AUS    | AUS    | QAT    | QAT     | SPA     | SPA     | NED    | NED     | ITA    | ITA    | RSA 13  | RSA 11  | USA     | USA     | SMR     | SMR    | GBR    | GBR    | CZE    | CZE    | GER    | GER     | ITA     | ITA     | FRA Ret | FRA 19 | POR | POR | 32.º | 8    |
| 2010 | Honda    | AUS    | AUS    | POR 17 | POR Ret | SPA DNS | SPA DNS | NED    | NED     | ITA    | ITA    |         |         |         |         |         |        |        |        |        |        |        |         |         |         |         |        |     |     | 26.º | 3    |
| 2010 | Aprilia  |        |        |        |         |         |         |        |         |        |        | RSA 13  | RSA Ret | USA     | USA     | SMR     | SMR    | CZE    | CZE    | GBR    | GBR    | GER    | GER     | ITA     | ITA     | FRA     | FRA    |     |     | 26.º | 3    |
| 2014 | Kawasaki | AUS 15 | AUS 14 | SPA 15 | SPA 13  | NED 16  | NED 13  | ITA 17 | ITA Ret | GBR 19 | GBR 16 | MAL Ret | MAL 17  | ITA Ret | ITA Ret | POR Ret | POR 12 | USA 20 | USA 13 | SPA 13 | SPA 12 | FRA 17 | FRA Ret | QAT DNS | QAT DNS |         |        |     |     | 18.º | 24   |
| 2016 | Kawasaki | AUS    | AUS    | THA    | THA     | SPA     | SPA     | NED    | NED     | ITA    | ITA    | MAL     | MAL     | GBR DNS | GBR DNS | ITA     | ITA    | USA    | USA    | GER    | GER    | FRA    | FRA     | SPA     | SPA     | QAT     | QAT    |     |     | NC   | 0    |